# Люктош
Лю́ктош — озеро в Ушачском районе Витебской области Белоруссии. Относится к бассейну реки Выдрица.

## Описание
Озеро Люктош расположено в 8 км к востоку от городского посёлка Ушачи, рядом с деревней Пятницы. Рядом с водоёмом проходит республиканская автомобильная дорога Р46 (Лепель — Полоцк — граница Российской Федерации).
Площадь поверхности озера составляет 0,31 км². Длина — 0,98 км, наибольшая ширина — 0,44 км. Наибольшая глубина — 1,8 м, средняя — 1,2 м. Длина береговой линии — 2,35 м. Объём воды в озере — 0,37 млн м³. Площадь водосбора — 1,87 км².
Котловина озера — остаточного типа, овальной формы, вытянутая с севера на юг. Склоны котловины высотой от 3—7 до 10—15 м, пологие, суглинистые, на северо-востоке песчаные, поросшие лесом. Берега низкие (до 0,2 м), в юго-западной и юго-восточной частях сплавинные, в отдельных местах сливающиеся со склонами котловины. Водоём окружён заболоченной поймой шириной от 50 до 250 м, поросшей кустарником. Вдоль восточного берега простирается узкая полоса песчаных отложений. Дно плоское, выстланное слоем сапропеля средней мощностью 6,5 м.
Озеро слабопроточное, однако из него вытекает ручей, впадающий в реку Выдрица. Минерализация воды составляет 120 мг/л, прозрачность — 0,9 м. Водоём подвержен эвтрофикации и полностью зарастает элодеей, рдестами, телорезом, харовыми водорослями и другими растениями.
В озере водятся щука, лещ, окунь, линь, плотва, карась и другие виды рыб. Производится промысловый лов рыбы. Организовано платное любительское рыболовство.